# Urbain de Chevron Villette
Urbain de Chevron, né vers 1440 et mort le 2 mars 1484, est un prélat savoyard du XVe siècle, issu de la famille noble de Chevron Villette. Archevêque-comte de Tarentaise, il prend le nom d'Urbain Ier.

## Biographie

### Origine
Urbain est vraisemblablement le fils de Rolet de Chevron, seigneur de Bonvillard et de Thénésol, que l'historien Bernard Andenmatten donne sous la forme Rodolphe de Villette, seigneur de Chevron. 

### Carrière ecclésiastique
La première mention du prélat remonte à 1454 où il est indiqué comme chanoine d'Aiguebelle. En 1461, il obtient le prieuré de Saint-Sulpice dans le canton de Vaud. La même année, il est chanoine de Lausanne, puis l'année suivante de Genève et de Saint-Jean-de-Maurienne. Il obtient les titres et bénéfices de chanoine de Lausanne (1461), de Genève (1462) et de Saint-Jean-de-Maurienne (1462). Il est protonotaire apostolique. Il est prieur de Notre-Dame d'Allondaz. Lors des guerres de Bourgogne, conseiller du duc Amédée IX de Savoie, puis de la duchesse de Savoie, Yolande de France, il est leur ambassadeur auprès des cités de Berne et de Fribourg, pour négocier la paix, en 1477.
Il devient en 1472, abbé commendataire de Tamié, fondée en 1132 en faveur des moines de Cîteaux, sur le domaine de la Maison de Chevron-Villette . Non-moine, il est désigné par le duc de Savoie.
En 1479, les chanoines de Tarentaise élisent Urbain à la suite de Cristoforo della Rovere, mais Rome impose pour lui succéder son frère, le cardinal Domenico della Rovere, qui ne visitera pas son archevêché. Domenico est le neveu du pape Sixte IV. 
En 1482, le Chapitre de Genève se réunit dans l'église de Jussy et désigne Urbain de Chevron pour le siège épiscopal, démontrant la lassitude face à des nominations imposées par Rome. Cependant, le pape Sixte IV intervient de nouveau pour désigner comme candidat son neveu Domenico comme évêque, qui sera transféré la même année à Turin. Le duc s'oppose également à cette nomination et impose Jean de Compey.
En 1483, il est nommé archevêque-comte de Tarentaise, mais il meurt durant sa première année. Roubert donne la date du 2 mars 1484.

## Sources et références
1. ↑  Le numéro permet de le distinguer d'un second Urbain, abbé de Tamié, de 1492 à 1505.
2. 1 2 3  Chanoine Joseph Garin, En Savoie. Histoire de l'abbaye de Tamié, Chambéry, librairie M. Dardel, 1927, 416 p. (lire en ligne), p. 100.
3. 1 2 3 4 5  Article Urbain de Chevron Villette dans le Dictionnaire historique de la Suisse en ligne. p. 1.
4. 1 2  (« Les abbés de Tamié » sur le site www.abbaye-tamie.com, lire en ligne).
5. ↑  Victor de Saint-Denis, Histoire de Savoie, t. I, Chambéry, éd. Bonne Cote-Gtrand, 1868, p. 199
6. ↑  Jean-Rémy Palanque, Histoire des diocèses de France : (Volume 13), Editions Beauchesne, 1981 (ISSN 0336-0539), p. 58.
7. 1 2  Pantaléon Costa de Beauregard, Familles historiques de Savoie. Les seigneurs de Compey (avec tableau généalogique), Chambéry, Puthod, 1844, 125 p. (lire en ligne), pp. 40-41.
8. ↑  Roubert, 1961, p. 124-125 (lire en ligne).